# Witica cayanus
Witica cayanus là một loài nhện trong họ Araneidae.
Loài này thuộc chi Witica. Witica cayanus được Władysław Taczanowski miêu tả năm 1873.